# Laberintos de pasión
Laberintos de pasión es una telenovela mexicana producida por Ernesto Alonso para Televisa, emitida entre 1999 y 2000. Ambientada de corte campirano, sus escritores Cuauhtémoc Blanco y María del Carmen Peña se basaron en la telenovela Estafa de amor escrita por Caridad Bravo Adams, cuyo crédito no aparece en esta nueva versión.
Está protagonizada por Leticia Calderón, Francisco Gattorno y César Évora, junto con Manuel Ojeda, Mónika Sánchez, Azela Robinson y Fernando Robles en los roles antagónicos; acompañados por Pedro Armendáriz Jr., Aarón Hernán, Eugenio Cobo, Abraham Ramos y María Rubio.

## Argumento
En el pueblo de San Vicente viven los hermanos Pedro y Cristóbal Valencia, hijos de Genaro Valencia, el poderoso dueño de la hacienda El Castillo. Genaro está casado con Sofía Miranda, hija del primer dueño de la hacienda, quien la construyó y la convirtió en una próspera propiedad, pero desde que Sofía se casara con Genaro, éste se adueñó de la hacienda y la convirtió en una fortaleza donde él manda con mano de hierro. En cambio, Sofía es una mujer dulce y justa que desaprueba la predilección de su marido hacia su hijo mayor, Pedro, y su desprecio al menor, Cristóbal. En la hacienda también viven Doña Ofelia Montero, madre de Sofía, y su prima Carmina Roldán; esta última esconde una personalidad fría y ambiciosa bajo un comportamiento bondadoso. En realidad, Carmina tiene una relación adúltera con Genaro con la esperanza de desplazar a su prima y algún día llegar a ser la señora de la casa.
En San Vicente también vive la pequeña Julieta Valderrama junto a su abuelo, Don Miguel Valderrama, quien es dueño de unas tierras que Genaro codicia obsesivamente. Pero Don Miguel se niega rotundamente a vender sus tierras, ya que serán el único patrimonio que le heredará a su nieta. 
En esos días, el pintor Gabriel Almada regresa al pueblo después de años de ausencia para reencontrarse con viejos amigos y amargos recuerdos, ya que descubre que Sofía, quien fuera su gran amor, es muy infeliz al lado de su marido. Gabriel, que no ha dejado de amar a Sofía, cree que el destino le ha dado una segunda oportunidad para poder ser feliz junto a ella.
Julieta y los hermanos Valencia se hacen grandes amigos y se vuelven inseparables, hasta que Genaro, quien desaprueba la amistad de los tres niños, los obliga a separarse. Al mismo tiempo, harto de las negativas de Don Miguel a venderle sus tierras, Genaro ordena a su capataz, Rosendo Treviño, que mate al anciano para así hacerse con sus tierras. Rosendo incendia la casa de los Valderrama y Don Miguel muere en el incendio, por lo que Gabriel toma a Julieta bajo su protección.
Sofía, harta de Genaro y deseosa de ser feliz al lado de Gabriel, decide irse a vivir con él y llevarse también consigo a sus hijos, pero Genaro descubre sus planes y la asesina, tras lo cual culpa a Gabriel del crimen. Debido a esto, Julieta y Gabriel se van a vivir fuera de la región.
Varios años después, Julieta regresa al pueblo convertida en una joven doctora en compañía de Gabriel, pero el regreso de ambos revive rencores y recuerdos del pasado, especialmente por parte de Genaro y Pedro, que ven en Gabriel a un enemigo común. Genaro, quien se ha casado con Carmina y tiene problemas económicos, trae a El Castillo a su sobrina, Nadia Casanova, con la idea de solucionar sus problemas económicos con la fortuna recién heredada por ella. 
Por otro lado, Julieta descubre que aquella amistad infantil que la unía a Pedro se ha convertido en un amor maduro y correspondido, pero la pareja se ve separada por Nadia, quien ha puesto sus ojos en su primo. Julieta, sola y herida, se refugia en Gabriel, que inesperadamente le declara su amor.
Ahora Julieta deberá debatirse entre dos amores: la gran pasión que siente por Pedro, o el amor seguro y sincero que le ofrece Gabriel.

## Elenco
- Leticia Calderón - Julieta Valderrama Navarrete
- Francisco Gattorno - Pedro Valencia Miranda / Pedro Almada Miranda
- César Évora - Gabriel Almada Bustamante
- Maria Rubio - Ofelia Montero vda. de Miranda
- Manuel Ojeda - Genaro Valencia Serrano
- Mónika Sánchez - Nadia Casanova Guzmán / Nadia Román Valencia
- Azela Robinson - Carmina Roldán Montero de Valencia
- Aarón Hernán - Lauro Sánchez
- Pedro Armendariz Jr. - Padre Mateo Valencia Serrano
- Abraham Ramos - Cristóbal Valencia Miranda
- Eugenio Cobo - Arturo Sandoval
- Tiaré Scanda - Rocío González Pascual
- Socorro Bonilla - Matilde Pascual de González
- Silvia Manríquez - Sara Morales de Sandoval
- Fernando Robles - Rosendo Treviño
- Héctor Sáez - Juan González
- Luz María Jerez - Marissa Cervantes
- Alma Delfina - Sofía Miranda Montero de Valencia
- Amira Cruzat - Magdalena García
- Roberto Antúnez - Miguel Valderrama
- David Ramos - Diego Sandoval García
- Antonio de la Vega - Benjamín Sandoval Morales
- Nayeli Dainzu - Alejandra Sandoval Morales
- José Antonio Ferral - Ponciano
- Leonor Bonilla - Rebeca Fernández
- Milton Cortés - Javier Medina
- Ricardo Vera - Comandante Mendoza
- Rubén Morales - Asistente del comandante
- Yosy - Julieta Valderrama (niña)
- Raúl Castellanos -  Pedro Valencia Miranda (niño)
- Eduardo de la Vega - Cristóbal Valencia Miranda (niño)
- Susana Contreras - Genoveva Camacho
- Elisa Coll - Olivia Rocina
- Linda Mejía - Ana Mary Caixba
- Benjamín Islas - Florencio Zamora

## Equipo de producción
- Historia original de: Caridad Bravo Adams
- Versión Original y Adaptación para TV de: Cuauhtémoc Blanco, María del Carmen Peña
- Edición literaria: Tere Medina
- Supervisora de libretos: Issa López
- Tema de entrada: Laberintos de pasión
- Intérprete: Pedro Fernández
- Música original: Jorge Avendaño
- Escenografía: Miguel Ángel Medina
- Ambientación: Rafael Brizuela, Antonio Martínez
- Diseño de vestuario: Ileana Pensado
- Edición: Roberto Nino, Marcelino Gómez
- Coordinador administrativo: Alejo Hernández
- Gerente de producción: Teresa Anaya
- Coordinación general de producción: Guadalupe Cuevas, Abraham Quintero
- Productor asociado: Luis Miguel Barona
- Directores de cámaras: Juan Carlos Frutos, Víctor Soto
- Director de escena: Claudio Reyes Rubio
- Productor: Ernesto Alonso

## Premios

### Premios TVyNovelas 2000
| Categoría                      | Nominado(a)                             | Resultado |
| ------------------------------ | --------------------------------------- | --------- |
| Mejor telenovela               | Ernesto Alonso                          | Ganadora  |
| Mejor actriz protagónica       | Leticia Calderón                        | Ganadora  |
| Mejor actor protagónico        | Francisco Gattorno                      | Ganador   |
| Mejor villana                  | Mónika Sánchez                          | Ganadora  |
| Mejor villano                  | Manuel Ojeda                            | Ganador   |
| Mejor actor de reparto         | César Évora                             | Nominado  |
| Mejor escritor                 | Cuauhtémoc Blanco María del Carmen Peña | Ganadores |
| Mejor tema musical             | Pedro Fernández                         | Ganador   |
| Mejor compositor de telenovela | Jorge Avendaño                          | Ganador   |

### Premios Bravo 2000
| Categoría               | Nominado    | Resultado |
| ----------------------- | ----------- | --------- |
| Mejor actor protagónico | César Évora | Ganador   |

### Premios Palmas de Oro 2000
| Categoría               | Nominada       | Resultado |
| ----------------------- | -------------- | --------- |
| Mejor actriz antagónica | Azela Robinson | Ganadora  |

### Premios ACE 2001
| Categoría                          | Nominado(a)        | Resultado |
| ---------------------------------- | ------------------ | --------- |
| Mejor actor de televisión escénica | Francisco Gattorno | Ganador   |
| Mejor coactuación masculina        | Abraham Ramos      | Ganador   |

## Versiones

### Televisión
Laberintos de pasión está basada en la novela El engaño: Estafa de amor/Decepción, escrita por Caridad Bravo Adams. La historia fue llevada a la pantalla chica en 4 ocasiones, todas ellas producidas por Ernesto Alonso, a excepción de la versión de 2016 (titulada Corazón que miente):
- Estafa de amor, producida en 1961 por Telesistema Mexicano y protagonizada por Amparo Rivelles y Raúl Ramírez.
- Estafa de amor, producida en 1968 también por Telesistema Mexicano y protagonizada por Maricruz Olivier y Enrique Lizalde.
- El engaño, producida en 1986 por Televisa y protagonizada por Erika Buenfil y Frank Moro.
- Corazón que miente, producida en 2016 por MaPat L. de Zatarain para Televisa y protagonizada por Thelma Madrigal, Pablo Lyle y Diego Olivera.

- Por otra parte es de hacer notar que, en Colombia, la programadora Producciones PUNCH produjo en 1971 para el -entonces recién inaugurado- canal Tele 9 Corazón (actualmente Canal Institucional) de ese país su propia versión de Estafa de amor, la cual contó con la adaptación de Bernardo Romero Pereiro y fue dirigida por Bernardo Romero Lozano. Sus protagonistas fueron Judy Henríquez, Alí Humar y Eduardo Vidal.

### Cine
- Estafa de amor - México (1955) con Elsa Aguirre y Ramón Gay.
- Estafa de amor - México (1970) con Maricruz Olivier y Jorge Rivero.